# Ratera (Alguaire)
Ratera és un despoblat del municipi d'Alguaire (Segrià). Estava al voltant de l'antiga església romànica de Sant Miquel inclosa en l'Inventari del Patrimoni Arquitectònic de Catalunya. El 1977 va ser enderrocada.

## Església de Sant Miquel
Encara se'n conserven restes de les muralles que envoltaven el convent i el seu entorn. Hi ha murs de paredat fets amb carreus de vegades regulars i de vegades desbastats. També resten senyals d'una torre, així com restes de ceràmica a l'entorn del convent. Hi ha una estàtua de Crist amb base de planta octogonal.

## Història
Les primeres mencions del lloc de Ratera parlen de villa de Ratera o Villaratera, segurament referint-se al que hauria estat un nucli d'hàbitat important i possiblement existent durant el període andalusí.
La proximitat de Ratera als dominis dels hospitalers d'Alguaire afavorí la integració de Ratera i la seva església en aquesta senyoria. L'any 1171 Alfons I feu donació a l'orde de l'Hospital de Jerusalem del lloc de Ratera. Això portà a la llarga un conflicte entre hospitalers i el bisbat de Lleida pels drets de l'església de Ratera. El papa Alexandre III concedí als hospitalers el patronat de l'església, amb l'oposició del bisbe de Lleida. L'any 1250 s'establiren les monges de l'Hospital de Sant Joan de Jerusalem, fundat per Marquesa de Cervera.
En la visita pastoral de 1361 s'esmenta l'altar de sant Miquel, que estava sota el patronat de la comanda de l'Hospital. Des del segle xvii el lloc de Ratera restà despoblat, però la seva església va mantenir el seu culte com a ermita.
No fa gaires anys que encara es podia veure les ruïnes de l'edifici, corresponents a un conjunt d'una sola nau, capçada per un absis semicircular.